# Daemusinem
Daemusinem es una banda de Black metal melódico creada en Turín, Italia. En un principio la banda se llamó "Uncreated", durante los años 1992-1995, con un género de speed y thrash metal, y durante 1995-1996 la banda cambió de nombre a "Darkside Dimension". Daemusinem se formó oficialmente a principios de 1999 por Patrick y Gianni.

## Historia
En el año 2000 empezaron a trabajar en su primera demo llamada "Darkside Dimension" en los estudios One Voice con la ayuda de Daniele Giordana. Unos meses después Cold Blood Industries de Henry Sattler firmó con Daemusinem para la creación de tres álbumes sin presupuesto pero con una buena distribución. Después de haber encontrado un batería en la persona de Massimo Altomare, sale a la venta el primer álbum "Daemusinem Domine", grabado en los estudios Empire One en Torino. El álbum presenta una mezcla de speed, black melodic y death metal. Líricamente la banda se ve influenciada por los lugares macabros y abandonados como antiguos castillos y monasterios. Literalmente Daemusinem es un cruce entre el Daemu (demonio) y la palabra Musine, que es el nombre de una montaña cerca de Torino con una gran cruz situada en su punto más alto, donde muchas cosas extrañas e inexplicables han pasado a través de los siglos. Hay muchos libros que hablan de este fenómeno misterioso. 
Un año más tarde Massimo dejó la banda debido a que prefería concentrar todas sus fuerzas en otra banda a la que pertenecía, Black Flame. Unas semanas más tarde Daemusinem encontró un nuevo batería en la persona de Summum Algor, un nuevo bajista Ale Gindri y, finalmente, un segundo guitarrista, Denis. Con esta formación la banda duró alrededor de un año y grabó un CD promocional llamado "Promo 2003". Cold Blood Industries rompió el contrato firmado con la banda y unos días más tarde Denis dejó Daemusinem, que encontró un nuevo guitarrista, Domenico. Tres meses más tarde Daemusinem se separó debido a diferentes problemas. En el comienzo de 2004, la banda volvió con la formación: Patrick como guitarrista, Ale como bajista, Summum Algor como batería y Sergio como vocalista, y un mes más tarde Pino se unió a la banda como guitarrista, aunque Daemusinem acabó dividiéndose de nuevo en abril de 2004.
Un año después la banda surgió de nuevo con una nueva formación: Archaon como vocalsita, Patrick como guitarrista, Diego como bajista y Summum Algor como batería. En verano de 2005 Daemusinem grabó un nuevo CD promocional llamado Promo 2005. En febrero de 2006 F. Vermin (otro guitarrista) se une a Daemusinem para grabar el segundo álbum de la banda y empezaron a buscar una nueva discográfica. El álbum acabó lanzado en 2008 con el nombre "Diabolical Carnage". Posteriormente, ya en 2012, la banda lanzó su primer EP y hasta ahora nuevo material, "Crossecution".

## Miembros
- Ettore - Vocalista (2005-presente)
- Luca Pasquini - Batería (2009-presente)
- Roberto Siggia - Bajista (2010-presente)
- Paolo Sabbia - Guitarrista (2010-presente)
- Andrea Aimone - Guitarrista (2013-presente)

### Miembros antiguos
- Gianni Abrardi - Vocalista (1999-2003)
- Patrick Zavanese - Guitarrista (1999-2013)
- Massimo Altomare - Batería (2002-2003)
- Domenico - Guitarrista (2003)
- Denis - Guitarrista (2003)
- Ale Gindri - Bajista (2003-2004)
- Sergio - Vocalista (2004)
- Diego - Bajista (2005-2008)
- Summum Algor- Batería (2005-2009)
- Frank Vermin - Guitarrista (2006)

## Discografía

### Álbumes de estudio
- 2002: Daemusinem Domine Empire
- 2008: Diabolical Carnage
- 2017: Thy Ungodly Defiance

### EP
- 2012: Crossecution

### Demos
- 2002: Darkside Dimension
- 2003: Promo 2003
- 2005: Promo 2005
- 2007: Diabolical Carnage